# It Could Happen to You (1939)
It Could Happen to You is een Amerikaanse filmkomedie uit 1939 onder regie van Alfred L. Werker.

## Verhaal
Mackinsley Winslow wordt beschuldigd van moord, wanneer er een lijk wordt aangetroffen in zijn kofferbak. Hij wordt meteen in de gevangenis opgesloten voor de misdaad. Zijn vrouw Doris gaat zelf op onderzoek uit om zijn onschuld te bewijzen.

## Rolverdeling
| Acteur          | Personage         |
| --------------- | ----------------- |
| Stuart Erwin    | Mackinley Winslow |
| Gloria Stuart   | Doris Winslow     |
| Raymond Walburn | J. Hadden Quigley |
| Douglas Fowley  | Freddie Barlow    |
| June Gale       | Agnes Barlow      |
| Clarence Kolb   | Alfred Wiman      |
| Paul Hurst      | Sandy             |
| Richard Lane    | Gibson            |
| Robert Greig    | Pedley            |